# Тостмастерс Інтернешнл
«Тостма́стерс Інтернешнл» (TI) (англ. Toastmasters International) — міжнародна непідприємницька освітня організація, метою якої є розвиток у її членів навичок спілкування, публічних виступів та лідерства. Процес навчання у організації полягає у регулярному відвідуванні локальних клубів організації та завершенні у них окремих завдань із програм розвитку мови та лідерства.
Організація виросла із єдиного клубу, Клуб Смедлі Номер 1, що був заснований Ральфом Смедлі у 1924 році у місті Санта-Ана, Каліфорнія. «Тостмастерс Інтернешнл»  зареєстровано під юрисдикцією штату Каліфорнії у 1932 році. Станом на 2013 рік, організація об’єднує понад 292 000 членів у 14 350 клубів розташованих у Сполучених Штатах, Канаді та 120 інших країнах. 
В Україні функціонують дев'ять клубів організації (шість у Києві, по одному в Одесі, Львові та Тернополі).

## Історія

### Заснування перших клубів Тостмастерс
1903 року Ральф Смедлі, працюючи завучем ХАМЛ у Блумінгтон, штат Іллінойс звернув увагу на необхідність покращення навичок публічних виступів серед молоді. Смедлі організував у рамках ХАМЛ перший клуб навчання публічним виступам. Назва клубу Тостмастерс була запропонована Джорджем Саттоном, генеральним секретарем ХАМЛ.
Кожної зустрічі обов'язки учасників клубу змінювалися, таким чином кожен юнак міг спробувати себе як у ролі головуючого, так і в ролі оратора. Короткі промови оцінювалися Смедлі та іншими старшими членами клубу. Клуб відповідав меті створення, адже лідерські навички та навички виступів у членів клубу покращилися, і це можна було оцінити за іншими навчальними класами, які вони відвідували.
Клуб пропрацював лише рік, коли Ральф Смедлі переїхав як генеральний секретар до ХАМЛ на Рок Айленд, Іллінойс 1910 року. Він організував Тостмастерс у рамках ХАМЛ на Рок Айленд. Клуб скоро налічував 75 членів, проте після переїзду Ральфа Смедлі клуб розформувався.
Пропрацювавши більше двох років архітектором ХАМЛ, він прийняв пост Секретаря ХАМЛ у Сан-Хосе, Каліфорнія у вересні 1919 року. Смедлі організував клуб Тостмастерс, який пропрацював до його переїзду у Санта-Ана, Каліфорнія 1922 року.

### 1924-1927 рр.: Заснування перших постійних клубів
Скоро після переїзду до ХАМЛ Санта-Ана, Каліфорнія Смедлі заснував новий клуб Тостмастерс, який назвав Клуб Номер 1. Перша зустріч клубу відбулася у будівлі ХАМЛ 22 жовтня 1924 року. До цього моменту Тостмастерс був навчальним відгалуженням ХАМЛ.
Осінню 1925 року Дж. Кларк Чемберлен з Анахайму, Каліфорнія відвідав клуб Тостмастерс. Зимою Смедлі та Чемберлен організували новий клуб організації у Анахаймі. Ідея клубу поширилася на Лос-Анджелес, Лонг-Біч та інші міста південної Каліфорнії. Представники клубів організували зустріч, на якій оголосили себе асоціацією.

### Заснування Тостмастерс Інтернешнл
Щоб зекономити час на кореспонденцію, Смедлі приготував "Керівництво з інструкціями" та "Десять уроків публічних виступів". 25 жовтня 1928 року він отримав авторські права на ці публікації та торгову марку "Тостмастерс Клаб".
Нова асоціація потребувала назву, і через те, що вже існував клуб у Британській Колумбії, Канада, було вирішено назвати асоціацію Тостмастерс Інтернешнл. На момент формування асоціації 1930 року вона налічувала 30 клубів; у 1932 році Тостмастерс Інтернешнл було зареєстровано у Каліфорнії як неприбуткову корпорацію. Смедлі зайняв посади Секретаря та Редактора, продовжуючи свою роботу в ХАМЛ.
1941 року Смедлі подав у відставку з поста Секретаря ХАМЛ, щоб більше часу присвятити Тостмастерс Інтернешнл. Під час війни він керував організацією з маленького офісу. Після завершення війни Тед Блендінг змінив Смедлі на посту Секретаря, хоча той залишився директором з навчання та постійним членом Ради Директорів до кінця свого життя. 1950 року Смедлі написав "За базовим навчанням". На з'їзді Тостмастерс Інтернешнл 18-20 серпня 1960 року Ральф Смедлі представив модель нової штаб-квартири Тостмастерс Інтернешнл у Санта-Ані, Каліфорнія.

### Тостмастерс після Смедлі
1965 року Ральф Смедлі помер.
1970 року Тостмастерс Інтернешнл прийняв першого члена жіночої статі Хелен Бланчард під ім'ям Гомер Бланчард. З 1973 року асоціація почала офіційно приймати жінок, а 1985 року Хелен Бланчард стала першою жінкою-президентом організації.
1975 року Терренс МакКенн, Олімпійський чемпіон з боротьби був обраний Виконавчим Директором Тостмастерс Інтернешнл. Він займав пост до виходу на пенсію 2001 року. Його замінили Донна Гро (2001-2008), а згодом Ден Рекс ( з 2008 року).
1990 року штаб-квартира Тостмастерс Інтернешнл переїхала з Санта-Ани до Ранчо Санта Маргарита, Каліфорнія.

## Членство
Станом на 2013 рік організація налічує більше 292 000 членів у більше, ніж 14 350 клубах у 122 країнах. Як правило, клуб має від 10 до 40 членів. Місцеві клуби зустрічаються на регулярній основі щомісяця, щодватижні або щотижня. Під час зустрічей люди практикують публічні виступи, даючи промови, імпровізовані виступи, активно слухаючи та даючи зворотній зв'язок і оцінку.
Членство відкрито для будь-кого незалежно від раси, національності, статі, сексуальної орієнтації віком від 18 років.